# Бессарабія в складі Румунії

Бессарабія у складі Румунії

Бессарабія перебувала в складі Румунії протягом 22 років від 27 (9) — 28 березня (10 квітня) 1918 року, коли Сфатул Церій (Рада Краю) Молдавської Демократичної Республіки проголосував за об'єднання Бессарабії з Румунією, до 28 червня 1940 року, коли згідно з секретним протоколом радянсько-німецького пакту 1939 року і після ультимативних нот радянського уряду Бессарабію передано Радянському Союзу, який заснував на більшій частині її території Молдавську РСР; південну частину Бессарабії (Буджак) передано до складу Української РСР.

## Передумови

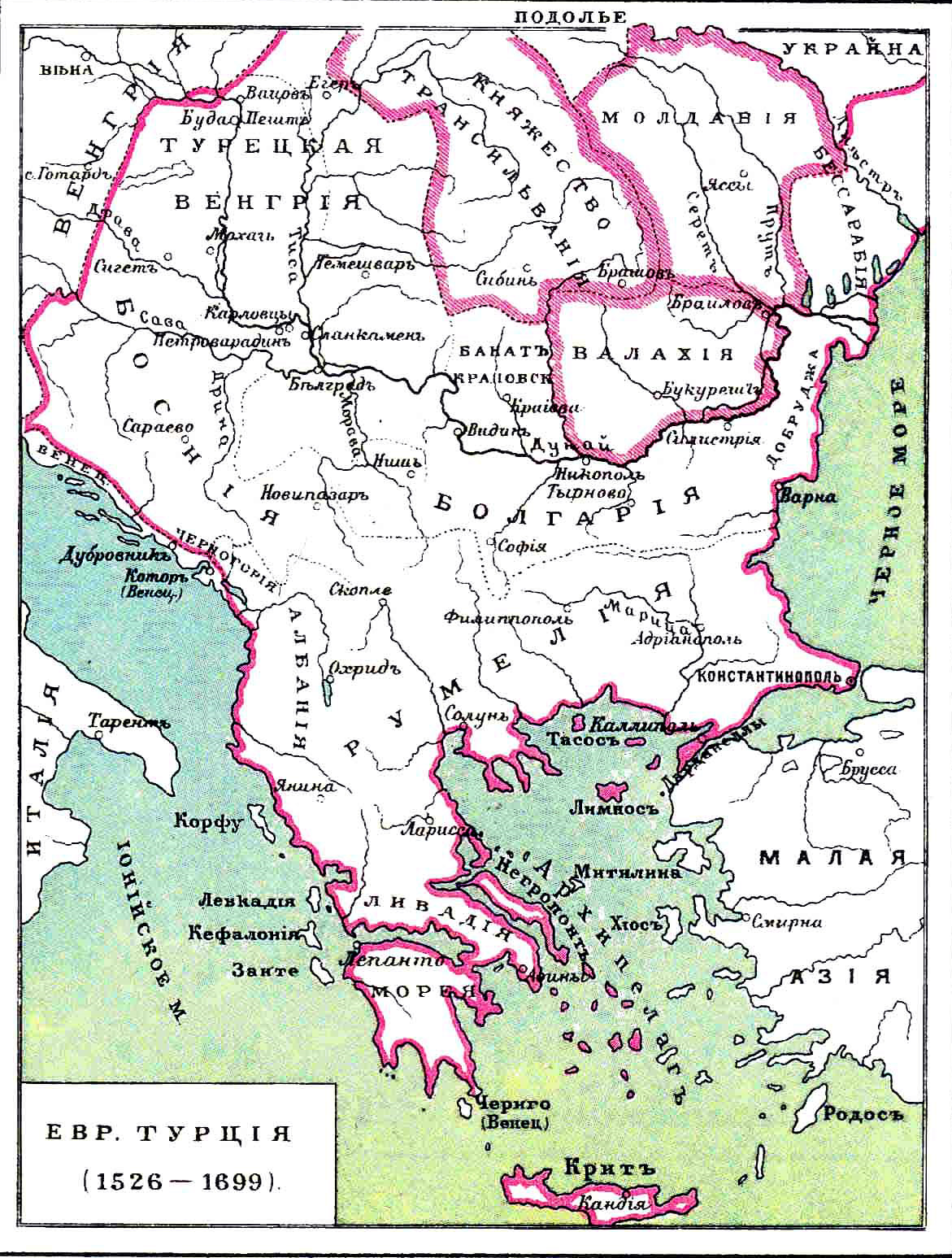
Карта Європейської частини Османської імперії (1526—1699)

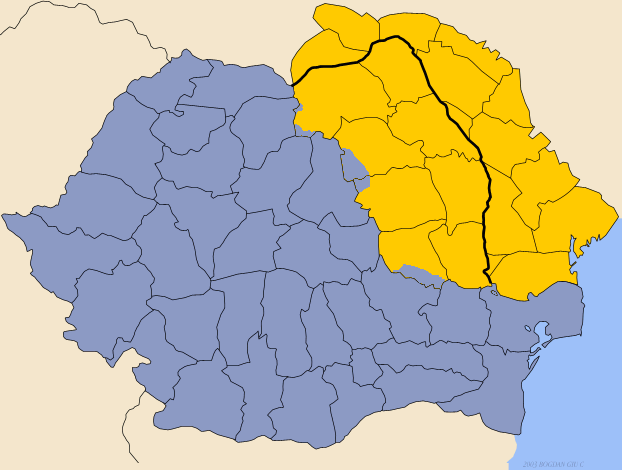
Регіон Молдавського князівства (позначений жовтим) на території сучасних Румунії (позначена синім), Молдови та України. Територія князівства ліворуч від чорної лінії належить Румунії, становлячи історичну область Молдова.

Згідно з Бухарестським мирним договором 1812 року Османська імперія поступалася Росії Бессарабією (колишньою східною частиною Молдавського князівства) — територією Пруто-Дністровського міжріччя, яка в Османській імперії стала називатися Бессарабією. Решта князівства залишилася під турецьким пануванням. На той час північно-західна частина Молдавського князівства — Буковина — вже входила до складу Габсбурзької монархії. 1859 року Молдавське князівство об'єднано з Валаською державою з утворенням об'єднаного князівства. 1856 року, згідно з Паризьким мирним договором, Кагульський та Ізмаїльський повіти відійшли до Молдавського князівства, але 1878 року, згідно з Берлінською угодою, ці два повіти повернули Російській імперії.
Протягом XIX століття, поки Бессарабія входила до складу Росії як область, а потім і губернія, при зростанні чисельності молдаван у краї від 377,2 тисяч 1817 року до 570 тисяч - 1859, їхня частка знизилася від 78,2 % до 54,9 %. Цей процес супроводжувався активним переселенням у регіон українського, німецького, єврейського, болгарського, гагаузького та російського населення. Політика русифікації від царського уряду чинила двоїстий вплив на населення краю. З одного боку, частина місцевої еліти, особливо з дворянства та городян, втрачала національні почуття. З іншого боку, ця політика призвела до загострення національних почуттів в інтелігентів у першому поколінні і вихідців із сіл, яких русифікація практично не торкнулося. Попри розширення шкільної мережі населення краю залишалося переважно неписьменним. До 1897 року було тільки 15,6 % грамотних (22 % чоловіків і 8,83 % жінок). Деякі румунські історики стверджували, що невдоволення російським управлінням почало з'являтися перед початком Першої світової війни.

## Інтервенція та ліквідація МДР
Перша світова війна призвела до посилення політичного та національного руху серед місцевих жителів. Після жовтневого перевороту 1917 року Бессарабія обирала власний парламент - Сфатул Церій, який розпочав свою роботу 3 грудня 1917 року та проголосив Бессарабію Молдавською Демократичною Республікою (2 (15) грудня 1917 року) у складі Росії, сформував його уряд (21 грудня 1917 року). Під час румунської інтервенції Сфатул Церій оголосив незалежність від Росії (18 лютого 1918 року).
Румунські війська увійшли до Бессарабії 7 грудня 1917[календарний стиль?] під приводом закупівлі продовольства. Тоді два полки румунської армії перетнули Прут, зайняли Леово і кілька прикордонних сіл. Більшовики Кишинівського гарнізону змогли виставити заслін румунським військам, а революційно налаштовані солдати взяли під контроль прикордонну станцію Унгени.
28 грудня 1917[календарний стиль?] на засіданні Сфатул Церію голова Селянської фракції Пантелеймон Ерхан поставив на голосування питання необхідності введення румунських військ «для боротьби з анархією, охорони продовольчих складів, залізниць та укладання іноземної позики». Цю пропозицію прийнято більшістю голосів (38). На знак протесту проти введення румунських військ члени фракції Об'єднаного соціалістичного блоку вийшли зі складу Сфатул Церію. Військовий міністр МДР Герман Пинтя заявив:

<…> молдавське населення, і особливо солдати-молдавани, були збуджені і розгнівані тим, що прийдуть румуни, щоб відібрати у них землю, здобуту в результаті революції, і свободи, завойовані після віку страждань.

Землю в Румунії вилучали в багатих землевласників і віддавали селянам. Великі землевласники не мали права володіти понад 150-ма га землі. Селяни ж отримували землю під заставу.
На початку січня румунські війська перейшли молдовський кордон і зайняли міста Болград, Кагул, Леова, Унгени і кілька сіл. 6 січня 1918 року загін трансильванців спробував атакувати Кишинів із боку Роздільної. Проти них виступили частини фронтвідділу Румчороду та молдовські загони, які Рада генеральних директорів відправила на підтримку румунським військам, але вони перейшли на бік більшовиків. Вони роззброїли трансильванців та відправили до Одеси. При цьому робилася спроба пояснити румунську військову акцію як гуманітарну операцію заради допомоги місцевому населенню та російській армії.

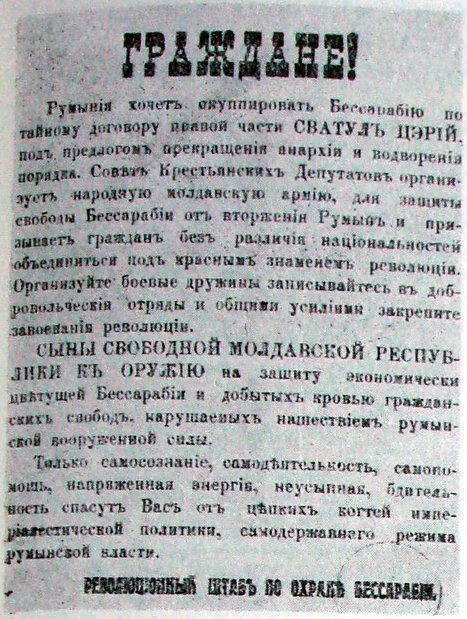
Звернення революційного штабу з охорони Бессарабії

8 січня румунські війська почали наступ на північні та південні райони Молдавської Демократичної Республіки. Після кількох днів кровопролитних боїв революційний штаб залишив Кишинів і 13 січня його зайняли румунські війська. 15 січня Сфатул Церій, з ініціативи І. Інкулеця, провів урочисте засідання на честь прийому румунського генерала Е. Броштяну. У своїх заявах Сфатул Церій переконував населення, що румунські війська прийшли лише для боротьби з анархією та охорони залізниць і складів.
У цей час північ Молдавської Демократичної Республіки аж до Єдинців і Дондушеня зайняли австро-угорські війська, а чотири румунські дивізії, що зайняли решту Молдови, надавали коридор для передислокації німецьких військ до Одеси.
У Кишиневі розпочав роботу Губернський селянський з'їзд, проте його розігнали, а членів президії — молдован В. Рудьєва, Котороса, Прахницького, І. Панцера та українця П. Чумаченка — звинуватили в антирумунізмі й розстріляли за наказом коменданта Кишинева Мовіле.
22 січня 1918 року міністр Пантелеймон Ерхан поінформував Сфатул Церій, що Українська Народна Республіка проголосила незалежність. На засіданні вночі з 23 на 24 січня в умовах дислокації на території республіки румунських військ Сфатул Церій проголосив незалежність.
Тим часом населення Молдавської Демократичної Республіки продовжувало активний опір румунським військам. Особливо запеклі бої йшли під Бендерами, в Ізмаїлі, Кілії, Аккермані, Вилковому та на півночі Бессарабії.
18 (31) січня в Кишиневі зібрався III Бессарабський губернський з'їзд Рад, який висловився проти відторгнення регіону від Радянської Росії. Наступного дня за розпорядженням румунської влади голову з'їзду В. М. Руднєва заарештовано й розстріляно. Разом з ним були страчено ще 45 депутатів.
27 березня (9 квітня) 1918 року на засіданні Сфатул Церію порушено питання про об'єднання Бессарабії з Румунією. Під час голосування будівлю, де засідав Сфатул Церій, оточили румунські війська з кулеметами, на самому голосуванні була присутня румунська військова влада.[джерело не вказане 1022 дні] Голосування, всупереч протестам окремих депутатів, було відкритим, а не таємним. Представники німецької, болгарської та гагаузької меншин заявили, що в цьому питанні утримуються від голосування.[джерело не вказане 1022 дні] Представник селянської фракції В. Циганко та представник Російської культурної ліги А. Грекулов заявили, що питання об'єднання можна вирішити лише на всенародному референдумі. Однак до їхніх аргументів не прислухалися,[джерело не вказане 1022 дні] і провели відкрите поіменне голосування. За приєднання проголосувало 86 депутатів, проти — 3, утрималось — 38, були відсутні на засіданні — 35. Утрималися переважно представники німецької, болгарської та гагаузької меншин.
У регіоні почалися масові страйки та повстання.
У листопаді розпочалася підготовка до мирної конференції в Парижі, на якій Румунія мала намір домогтися міжнародного визнання об'єднання. Румунський уряд організував скликання Сфатул Церій з метою ухвалення рішення про беззастережне об'єднання Бессарабії з Румунією без будь-яких умов про автономію. Перед відкриттям Сфатул-Церій генеральний комісар Бессарабії генерал Войтяну запросив депутатів і переконував їх відмовитися від автономії.
На засіданні 25—26 листопада 1918 року за відсутності кворуму 36 голосами прийнято рішення про безумовне приєднання Бессарабії до Румунії, яке ліквідувало всі умови акту від 27 березня 1918 року. Незабаром після ухвалення цього рішення Сфатул Церій припинив своє існування. Значна частина депутатів висловила протест із цього приводу і навіть направила меморандум румунському уряду з вимогами відновити автономію згідно з актом від 27 березня, але їхні претензії не було взято до уваги.
29 грудня 1919 року румунський парламент ухвалив закон про приєднання Трансильванії, Буковини та Бессарабії до Румунії.
28 жовтня 1920 року Англія, Франція, Італія та Японія підписали з Румунією Паризький протокол, згідно з яким ці країни, «вважаючи, що з погляду географічної, етнографічної, історичної та економічної приєднання Бессарабії до Румунії цілком виправдовується», визнали суверенітет Румунії над Бессарабією.
Представники РРФСР і УРСР 1 листопада 1920 року заявили, що «вони не можуть визнати такою, що має будь-яку силу, угоду, що стосується Бессарабії, яка відбулася без їх участі, і що вони аж ніяк не вважають себе пов'язаними договором, який уклали з цього предмету інші уряди».

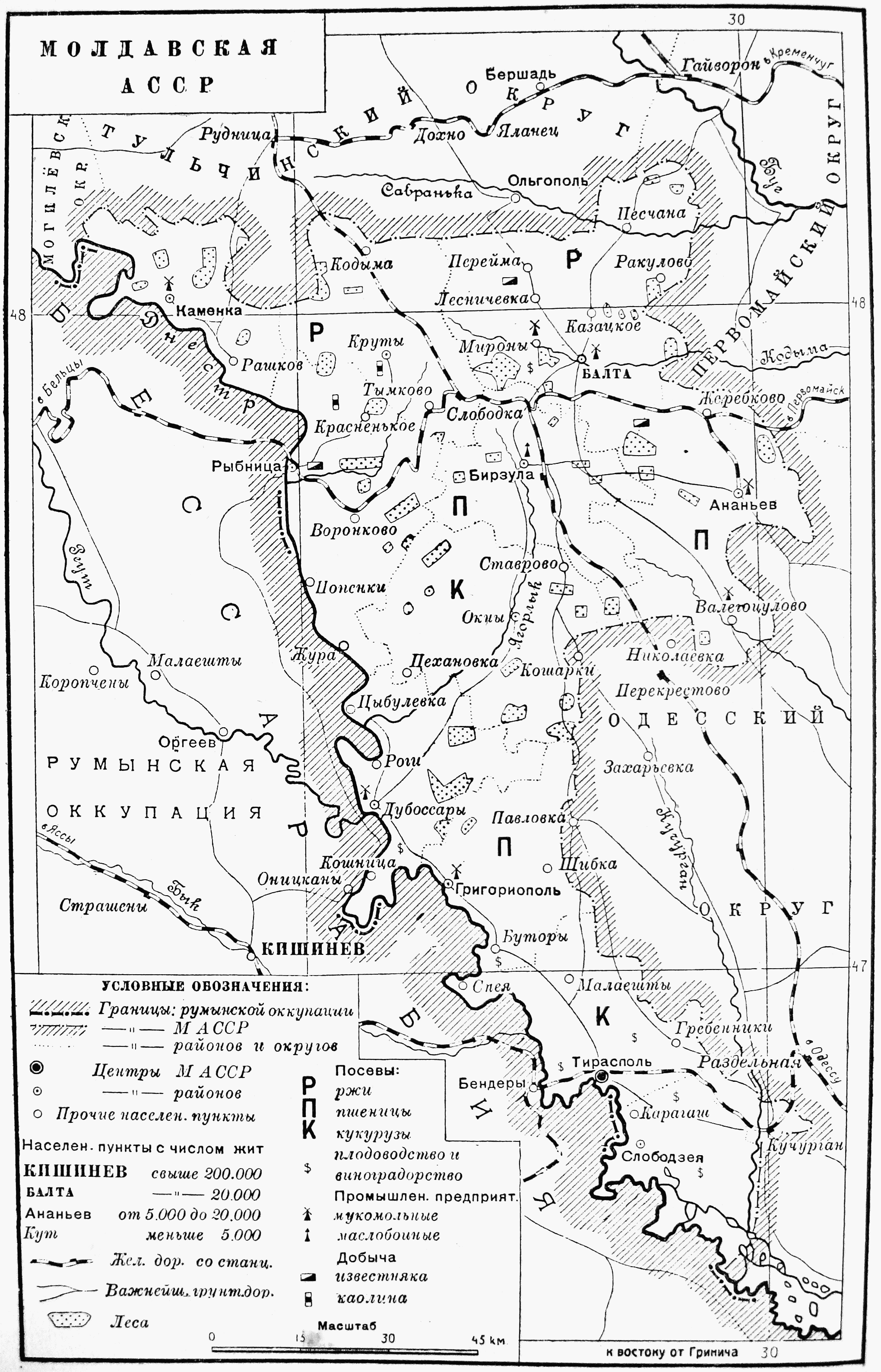
Карта Молдавської АРСР із зазначенням румунської Бессарабії

Наступні 22 роки Бессарабія входила до складу Румунії. Селянське повстання в Південній Бессарабії під керівництвом більшовиків (15-18 вересня 1924 року) легко придушила румунська армія.
Радянський уряд не визнавав приєднання Бессарабії до Румунії та кваліфікував як анексію. На картах, що випускалися в СРСР аж до 1940 року, Бессарабію позначали як територію, окуповану Румунією, при цьому не включали до складу жодної зі союзних республік (формально Молдавська АРСР у складі УРСР претендувала на територію Бессарабії, проте Бессарабію ніколи формально не передавали зі складу Росії до складу України). У Конституції РРФСР 1937 року (Глава 2 «Державний устрій»; ст. 14) Бессарабську губернію не згадано (у попередніх російських конституціях 1918 та 1925 років переліку адміністративно-територіальних одиниць не було).

## Адміністративний устрій
Низкою декретів на Бессарабію було поширено дію румунських законодавчих актів про кримінальний та цивільний кодекс, про організацію пошти та телеграфу, про застосування торговельного кодексу. Створено органи поліції та національної безпеки (сигуранци), жандармерії, суду та прокуратури, а також військові трибунали. Управління Бессарабією здійснювалося відповідно до адміністративних законів, які приймав румунський парламент. Верховну владу в краї послідовно здійснювали призначувані королем і наділені найширшими повноваженнями адміністратори, які мали такі звання: генеральний комісар Бессарабії, потім міністр-уповноважений румунського уряду в Бессарабії, міністр-делегат уряду в Бессарабії, генеральний адміністративний інспектор у справах Бессарабії, верховний комісар румунського уряду у справах Бессарабії та Буковини, міністр Бессарабії.
1938 року Бессарабію офіційно ліквідовано як окрему адміністративну одиницю. Бєльцький і Сороцький жудеці увійшли до складу Прутського цинуту, Ізмаїльський і Кагульський — до складу Нижньодунайського цинуту, Хотинський — Сучавського, а з інших утворено Дністровський цинут. На чолі цинутів стояли королівські резиденти, а жудеці очолювали префекти.
У перші роки після приєднання адміністративний апарат Бессарабії, що складався перевадно з приїжджих, вирізнявся жорстокістю та зловживаннями. Про це свідчить, наприклад, звіт парламентської слідчої підкомісії про розслідування, проведені в Бєльцькому жудеці (1920—1921 роки). Звіт повідомляє, що побиття та арешти в жудеці набули величезних масштабів, жандарми та агенти сигуранци практикують тортури над ув'язненими розпеченим залізом, гарячими яйцями та сіллю. Серед збирачів податків процвітають самоврядність, зловживання та реквізиції.

## Економіка
Економічний стан Бессарабії у складі Румунії загалом виявився досить складним. Внесок румунських підприємців у розвиток Бессарабії був нікчемним, оскільки ті ще з 1920-х років припускали, що Бессарабія рано чи пізно повернеться до складу СРСР, і тому не хотіли втрачати капітал. Держсектор Румунії у свою чергу також не мав достатніх коштів для економічного розвитку Бессарабії, а тому вважав за краще займатися репресіями нерумунів за релігійною чи мовною ознакою за допомогою жандармів.

### Промисловість
Після приєднання до Румунії Бессарабія виявилася відірваною від російського ринку збуту продукції і сама поступово почала перетворюватися на ринок збуту продукції румунських та іноземних монополій. У промисловості переважало дрібнотоварне виробництво. Якщо 1919 року тут налічувалося 262 великих підприємства, то 1928 — всього 196, 1934—212, а 1937 — знову 196. Інвестиції в цензову промисловість протягом усього румунського періоду залишалися на одному рівні, з тенденцією до скорочення: від 790,8 млн леїв 1928 року до 782,3 млн леїв 1937 року. Енергозабезпечення підприємств зросло на 15,9 %, кількість робітників — на 3,1 %, тоді як фонд заробітної плати зменшився на 33,6 %. Пріоритети розвитку економіки змістилися до галузі харчової промисловості, частка якої становила 92,4 %. Від 1919 до 1937 року різко скоротилася частка Бессарабії у промисловому виробництві Румунії на цензових підприємствах за всіма показниками, зокрема за капітальними вкладеннями — від 6 до 1,6 %, за вартістю продукції — від 4 до 2,3 %. Високі тарифи на залізничні перевезення в Бессарабії, порівняно з рештою Румунії, згубно позначилися на господарстві краю. До 1937 року виробничі потужності підприємств харчової, деревообробної, текстильної, будівельної та хімічної промисловості використовувалися лише на 12,5—16,9 %, металообробної — на 5,4 %, шкіряно-хутряної — на 0,2 %. Багато підприємств не діяли, а їх обладнання вивозилося за Прут. Так, наприклад, вивезено в Старе королівство залізничні майстерні Бендер, Бессарабки, Флорешт, текстильна та трикотажна фабрики, один із кишинівських заводів.

### Сільське господарство
У 1918—1924 роках проведено аграрну реформу, яка фактично відродила поміщицьке землеробство і значно посилила соціальну диференціацію на селі. Урожайність зернових культур у той період була досить низькою. Так, у 1934—1939 роках середня врожайність пшениці становила 7,6 ц/га, кукурудзи — 8,7, ячменю — 5,7, жита — 7,9. Через затяжну кризу дуже впали ціни на сільськогосподарську продукцію. Деяке поліпшення ситуації намітилося лише до 1935 року. Так у 1935—1939 роках посівні площі під пшеницю зросли на 153,7 тис. га (2,1 %), жито — на 22,3 тис. га, кукурудзу — на 99,9 тис. га. У сільському господарстві переважав румунський та іноземний капітал. Всю продукцію сої з Бессарабії румунське акціонерне товариство Soia вивозило в Німеччину, де вона була стратегічною сировиною для хімічної промисловості.
Зменшилася продуктивність тваринництва. Поголів'я худоби від 1916 до 1940 скоротилося на 30,5 %, з яких ВРХ — на 37,8 %, коней — на 19,3 %, свиней — на 48,9 %, овець — на 26,7 %.
У 1934—1938 роках площа садів скоротилася майже на 16 тис. га. Площа ж виноградників у 1930—1938 роках зросла більш ніж на 15 тис. га і становила 109 тис. га, однак у цей період у Бессарабії, як і у всій Румунії, відбувалося погіршення структури виноградників, для запобігання якому робилися спроби державного втручання, які не дали бажаних результатів.

### Соціально-економічний стан населення
На початку 1930-х років у краї посилилося безробіття, щорічно реєструвалося 13—14 тисяч безробітних. Зменшилась заробітна плата. Середня зарплата кваліфікованого робітника в металообробній та харчовій промисловості 1938 року становила 75 % від рівня 1928 року, а інших галузях — всього 47 %. Активно використовувалася жіноча й підліткова праця, причому зарплата жінок була на 20—30 %, а підлітків — на 25—50 % нижчою від зарплати чоловіків. Повсюдно не дотримувався 8-годинний робочий день, не надавалися відпустки і не виплачували допомогу в разі хвороби або непрацездатності.
За даними румунського міністерства юстиції, 1932 року в Бессарабії налічувалося близько 363 тисяч дебіторів, загальна сума боргу яких становила 3,5 млрд леїв. 99,2 % від загальної кількості боржників та 72,4 % від загальної суми боргу становили селянські господарства, які володіли до 10 га землі. Невдоволення народних мас призвело 1934 року до прийняття «Закону про ліквідацію сільськогосподарських і міських боргів», згідно з яким борги скорочувалися на 59 % із погашенням залишку суми протягом 17 років під 3 % річних. Розорення дрібних власників спричинило зростання числа сільськогосподарських робітників, яких на 1930 рік було понад 18 тис. осіб. Багато хто виїжджав на заробітки в інші регіони Румунії та за кордон.

## Національний склад
За переписом 1930 року в Бессарабії проживали 2853,2 тис. осіб, у тому числі 1610,8 тис. румунів (56,5 %), 351,9 тис. росіян (12,3 %), 314,2 тис. українців (11,0 %), 204,8 тис. євреїв (7,2 %), 98,1 тис. гагаузів (3,4 %), 81,1 тис. німців (2,8 %), 13,5 тис. циган (0,5 %), 8 ,1 тис. поляків (0,3 %).

## Програма репатріації
Згідно з румунським законом «Про репатріацію», від 2009 року в Румунії працює програма репатріації. Родичі тих громадян, які в період від 1918 до 1940 року народилися і проживали на території Бессарабії, яка на той час входила до складу Румунії, можуть оформити румунський паспорт. Крім того, програма розрахована на колишніх румунських громадян, позбавлених статусу через історичні події. Для участі в програмі репатріанту достатньо надати підтвердження румунської приналежності, бути старшим від 18 років, не мати судимостей та депортацій.

## Культура
Основні статті: Архітектура, Культура, Література, Музика .
Після приєднання до Румунії освіту було реорганізовано на основі румунської системи. Від 1920 до 1940 кількість початкових шкіл зросла від 1564 до 2188, проте кількість середніх шкіл навпаки скоротилася майже вдвічі — від 76 в 1917 до 39 в 1940 році. До середини 1930-х років спостерігалося зростання числа професійних шкіл, але їх кількість скоротилася від 55 в 1932 році до 43 у 1940 році. 1930 року, згідно з румунським переписом, неписьменними залишалися понад 72 % населення, середню освіту мали 86,3 тис. осіб (3,02 %), вищу — 10,8 тис. (0,3 %).
Вища освіта в Бессарабії зосередилася у двох відкритих у Кишиневі факультетах Ясського університету: теологічному (1926) та агрономічному (1933). На кафедрах агрономічного факультету велась науково-дослідна робота.
1921 року Румунія направила чехословацькому уряду ноту, згідно з якою «прийом бессарабської учнівської молоді до чехословацьких вищих навчальних закладів Румунія розглядає як дію, спрямовану проти цілей її внутрішньої політики». А від 1 квітня 1935 року румунський уряд заборонив батькам надсилати гроші бессарабським студентам, які навчалися за кордоном.

### Церква
На момент вступу румунських військ на територію Бессарабії в регіоні існували три єпархії, підпорядковані Російській православній церкві — Кишинівська в центрі Бессарабії, Болградсько-Ізмаїльська на півдні та Хотинська на півночі. Місцеві церковнослужителі з недовірою сприйняли входження регіону до складу Румунії, оскільки в країні діяла Румунська православна церква.
Румунська православна церква прагнула підпорядкувати собі три місцеві єпархії. Як тільки Бессарабія стала частиною Румунії, румунський Синод звернувся до місцевих єпископів із вимогою перепідпорядкуватися йому. Коли єпископи відмовилися виконати ультиматум Румунської православної церкви, було здійснено силовий варіант. Румунські війська заарештували їх та вислали на лівий берег Дністра. Замість висланого з країни архієпископа Анастасія до Бессарабії прибув румунський архієпископ Никодим. Парафіяни зустріли його недружньо, тому Никодим звернувся до них із промовою, в якій виправдовував дії румунів: «Молдавани повинні знати, що вони винні в цьому, тому що не зважилися зректися російського архієрея, якого Румунія не може терпіти після того, як він зганьбив її, бувши в Москві».
Одночасно проводилися репресії проти інших священнослужителів, підпорядкованих Російській православній церкві. Так, за богослужіння церковнослов'янською мовою в селі Речула румунські жандарми заарештували та вишмагали різками всіх послушниць місцевого монастиря. Покарання також призначали за допомогу антирумунському руху. Саме тому багато церковнослужителів втекли з Бессарабії до Одеси та прилеглих регіонів. Також серед священнослужителів та парафіян проводилися етнічні чистки. Нерумун виявляли переважно за мовною ознакою. Зазвичай це були слов'яни — росіяни, українці чи болгари. Наприклад, у Ізмаїльському повіті, більшість населення якого становили слов'яни, церковні служби забороняли проводити без присутності жандармів. По всій Бессарабії було введено заборону на богослужіння церковнослов'янською мовою, тому тих, хто не молився румунською, ловили.
Ті, хто не втік за кордон через репресії за релігійною чи мовною ознакою, об'єднувалися в релігійно-політичні спільноти. На всій території Бессарабії виникло кілька таких організацій. Румунський уряд, у свою чергу, організував на території регіону свої релігійно-політичні організації для протиставлення антирумунським. Обидві сторони вели пропаганду, друкували газети та листівки. Підтримки з боку Російської православної церкви не було, оскільки вона сама зазнавала скрути.
Навколо святкування Великодня виник конфлікт через румунську реформу календаря. Фактично Бессарабська церква виявилася розколотою надвоє — одні підтримували румунів, інші — росіян. Крім цих протиборчих сторін у Бессарабії були інші. Так, старообрядці-липовани поблизу Дунаю, як і раніше, дотримувалися старих принципів. До них на богослужіння часто приходили місцеві жителі, які раніше ходили в храми Російської православної церкви. Різко зросла кількість баптистів, яких раніше в регіоні було вкрай мало.
Антирумунські національні рухи в Бессарабії також вимагали скасування всіх церковних реформ. Молдавани дотримувалися іншої думки, вважаючи, що румунська мова якісно нічим не відрізняється від російської. До другої чверті XX століття релігійне питання стало політичним. Зрештою реформу календаря частково скасували. Спроба 1935 року повернути новий стиль спричинила у Бєльцькому повіті селянське повстання. Повстання придушили румунські жандарми, але протистояння між гілками церкви тривало аж до 1940 року.

### Діячі культури румунського періоду
- Буков Єміліан Несторович
- Ґурі Ґросу
- Лупан Андрій Павлович
- Ривкін Герц Лейзерович[ru]
- Залмен Розенталь
- Сакцієр Мотл-Герш Абрамович[ru]
- Сорана Гуріана
- Шулим Судит[ru]
- Цирельсон Лейб Мойсейович
- Шрайбман Іхіл Іцикович
- Якір Яків Йосипович

## Комуністичне підпілля в Бессарабії
Учасники
- Бубновський Самуїл Маркович
- Бужор Йосип Аронович[ru]
- Лівшиць Хая Нахманівна[ru]
- Старий Григорій Іванович
- Ткаченко Павло Дмитрович
- Сергієнко Володимир Іванович[ru]

Судові процеси
- Процес бессарабських антифашистів
- Процес 500-т
- Процес 48-ми
- Процес 43-х
- Процес 108-ми
- Процес 113-ти
- Процес 65-ти

## Приєднання до СРСР
1940 року посилилися розбіжності між королем Каролем II, який займав пробританську позицію, і гітлерівською Німеччиною, прихильниками якої була румунська ультраправа партія «Залізна гвардія» Хорії Сіми, з одного боку, і група військових під керівництвом маршала Іона Антонеску з іншого.
26 червня 1940 року СРСР пред'явив Румунії ультиматум з вимогою про повернення Бессарабії, а також передання Північної Буковини до складу СРСР, і Румунія була змушена прийняти ці вимоги та відвести з цих областей свої війська. Через два місяці, 30 серпня 1940 року, Кароль II був змушений визнати Віденський арбітраж 1940 року, згідно з яким Румунія мала поступитися Північною Трансильванією Угорщині. Скориставшись обуренням у Румунії, Іон Антонеску усунув від влади Кароля II, а новим королем проголосили Міхая I.
Нині Румунія надає громадянство Румунії громадянам Молдови на основі спорідненості між особами, які народилися на румунській території до 28 червня 1940 року.